# Serrigny-en-Bresse
Serrigny-en-Bresse – miejscowość i gmina we Francji, w regionie Burgundia-Franche-Comté, w departamencie Saona i Loara.
Według danych na rok 1990 gminę zamieszkiwało 114 osób, a gęstość zaludnienia wynosiła 9 osób/km² (wśród 2044 gmin Burgundii Serrigny-en-Bresse plasuje się na 796. miejscu pod względem liczby ludności, natomiast pod względem powierzchni na miejscu 763.).